# Супер Аґурі (команда Формули-1)
Super Aguri F1 — колишня команда Формули-1, яка виступала в чемпіонаті з 2006 по 2008 рік. Команда, заснована колишнім пілотом Формули-1 Аґурі Судзукі, базувалася в Токіо, Японія, але працювала з колишньої фабрики Arrows у Технічному центрі Ліфілд, Оксфордшир, Англія. Автомобілі називали Super Aguri Honda, а команда певною мірою функціонувала як неофіційна друга команда Honda. Після 2 років і 4 місяців участі в чемпіонаті команда покинула Формулу-1 після 4 гонок у сезоні 2008 року через фінансові труднощі. За весь час перебування команди в Формулі-1 вона набрала чотири очки, всі з яких здобув Такума Сато в сезоні 2007 року.

## Створення команди
Honda завершила викуп British American Racing наприкінці 2005 року, зберігши Дженсона Баттона першим пілотом, але змінивши Такуму Сато на користь Рубенса Баррікелло через те, що Сато набрав лише одне очко того року, це був його другий повний сезон у команді. У Японії громадський тиск і незмінна популярність Сато переконали Honda допомогти Сато продовжувати виступати у Формулі-1. Це вплинуло на створення проекту Super Aguri в Формулі-1 та постачання двигунів для команди від офіційного партнера Honda.
Переговори про створення команди почалися в лютому 2005 року, але плани почали формуватися лише у вересні. Команда зареєструвала свій намір взяти участь у чемпіонаті Формули-1 у FIA, керівному органі Формули-1, 1 листопада (до кінцевого терміну, встановленого керівним органом 15 листопада). Однак офіційний прес-реліз FIA щодо списку заявок на 2006 рік підтвердив, що вона не схвалила заявку Super Aguri — це, як повідомлялось, сталося через те, що команда не змогла вчасно надати необхідну заставу в розмірі 48 мільйонів доларів. Команда повторно подала заявку на участь у сезоні 2006 року та продовжувала готувати машини до майбутнього сезону. Пропустивши початкову реєстрацію, команді потрібно було переконати існуючі десять команд одноголосно погодитися на її участь. Здавалося, що команда Midland блокувала на підставі потенційного зменшення доходів від телевізійних трансляцій, але врешті-решт було надано необхідну одностайну згоду і участь команди була підтверджена FIA 26 січня 2006 року.

## Історія виступів

### 2006
У 2006 році автомобілі оснащувалися клієнтськими двигунами Honda (RA806E 2.4 V8) і шинами Bridgestone. Шасі, SA05, було оновленою версією Arrows A23 2002 року, куплені у колишнього керівника Minardi Пола Стоддарта, який придбав їх, коли команда Arrows потрапила під адміністрацію. Таким чином, автомобіль, інфраструктура та навіть операційна база команди походять від TWR Arrows. Підкреслюючи зв’язки з колишньою командою, технічну сторону контролював колишній інженер Arrows Марк Престон, який повернув із собою багато колишніх механіків Arrows. Пізніше в сезоні 2006 року команда оголосила про плани виробництва нового власного шасі, можливо, до початку європейських перегонів, але це так і не було реалізовано. Замість цього команда оновила своє старе шасі, що назвала його SA06. Команда почала використовувати його з Гран-прі Німеччини.

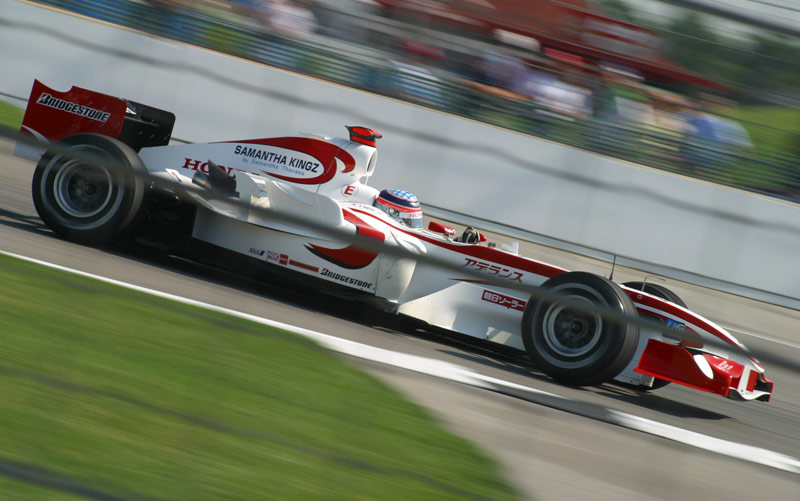
Такума Сато за кермом Super Aguri на Гран-прі США 2006 року.

Такума Сато та Юджі Іде були початковими основними гонщиками команди в сезоні 2006 року, а третім гонщиком був Франк Монтаньї. Вибір Іде основним пілотом був незвичним через його вік (найстарший новачок Формули-1 — 31 рік), відсутність європейського досвіду перегонів і незнання англійської мови. Незважаючи на це, Аґурі Судзукі спочатку був непохитний у просуванні японських талантів. 4 травня, після чотирьох гонок, команда оголосила, що Монтаньї замінить Іде на посаді основного гонщика на Гран-прі Європи та наступних гонках, після того, як в Іде була відкликана суперліцензія після зіткнення з Крістіяном Альберсом.
Команда вийшла на старт сезону. У своїй дебютній гонці в Бахрейні Сато успішно завершив Гран-прі, а Іде зійшов з дистанції на 35 колі через механічну несправність і після того, як ледь не наїхав на працівників команди на піт-лейні. Судзукі вважав цю гонку хорошим випробуванням для команди, оскільки під час передсезонних тестів машина проїхала лише 10 кіл. Друге Гран-прі команди в Малайзії було трохи кращою і знову лише Сато фінішував у гонці.
Третя гонка Super Aguri, Гран-прі Австралії, показала значне покращення. Іде сказав: «Це перший раз, коли ми з Таку закінчили гонку, тому я радий цьому».

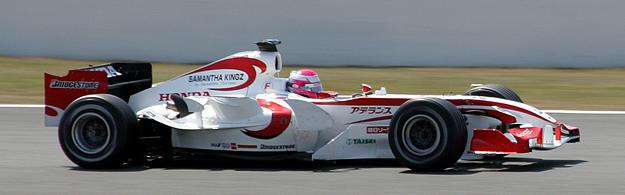
Франк Монтаньї на Гран-прі Франції 2006 року.

На Гран-прі Сан-Марино Іде потрапив у аварію з пілотом команди Midland Крістіяном Альберсом, в результаті чого болід Альберса декілька разів перекинувся, але, на диво, пілот залишився неушкодженим. Іде отримав догану від стюардів.
Під час Гран-прі Європи Іде та Монтаньї помінялися ролями в команді — Іде був понижений до тест-пілота на прохання FIA, яка вважала, що Іде потрібно більше досвіду поза Гран-Прі. 10 травня 2006 року Офіс дозволів FIA відкликав суперліцензію Іде, таким чином запобігши його поверненню на місце у Формулі-1 принаймні до сезону 2007 року.
Монтаньї брав участь у гонках до Гран-прі Франції включно, а 8 червня 2006 року Сакон Ямамото став третім гонщиком Super Aguri. Монтаньї та Ямамото помінялися ролями на Гран-прі Німеччини. Ямамото став другим основним гонщиком Super Aguri.
Коли оновлений болід (SA06) вперше з'явився на Гран-прі Німеччини, він зумів приємно вразити, зайнявши гідні кваліфікаційні позиції (зумівши перевершити команду Midland), хоча й не зміг завершити гонку.
Кульмінацією покращення форми команди стало вражаюче десяте місце на Гран-прі Бразилії від Сато, тоді як Ямамото показав сьомий час серед найшвидших кіл, відставши менше ніж на секунду від більшості пілотів, що фінішували в очках.

### 2007

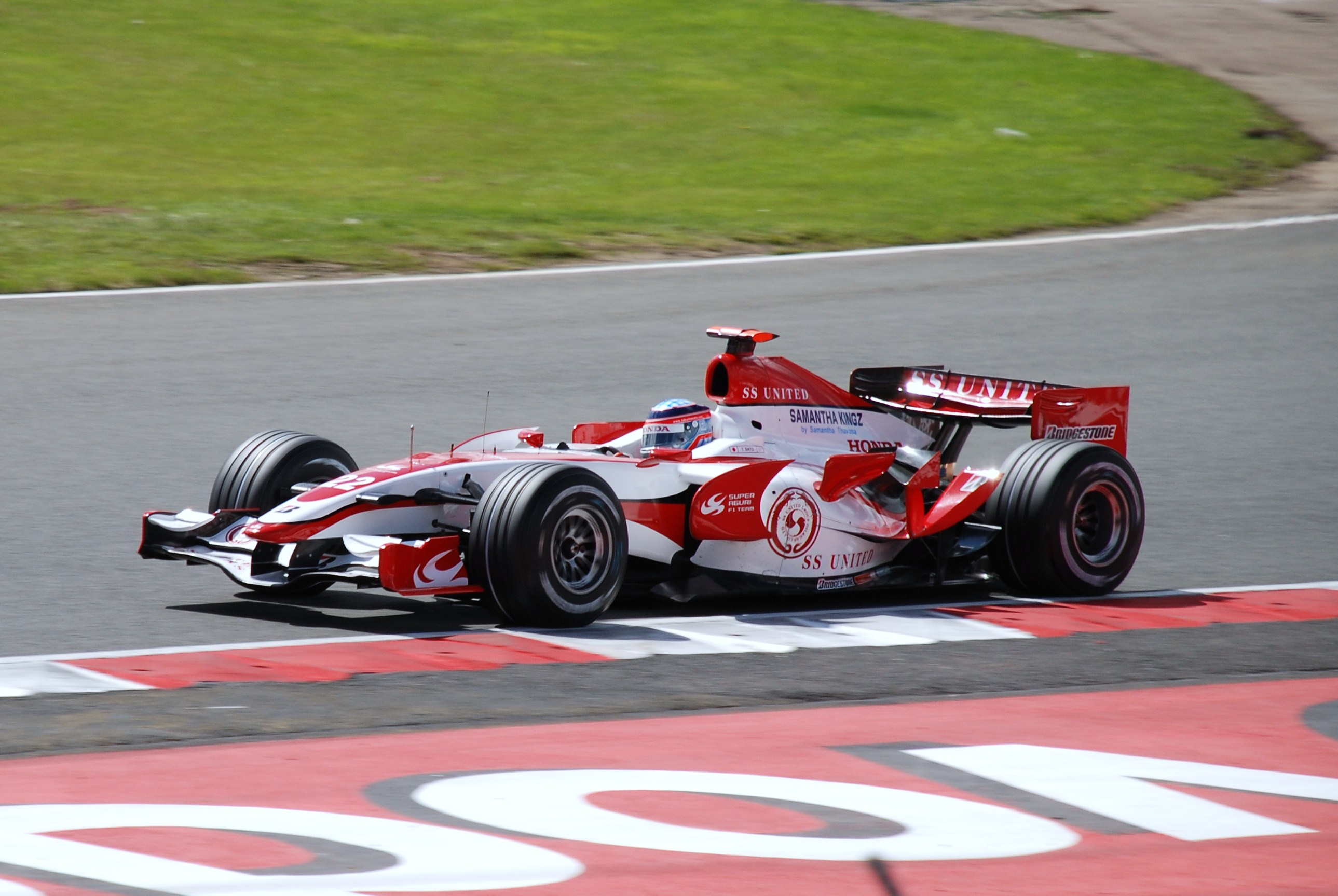
Такума Сато на Гран-прі Великобританії 2007 року.

Звіти про те, що команда використовуватиме шасі Honda 2006 року випуску, зустріли сильний опір з боку суперників команди, Williams і Spyker, які стверджували, що така практика суперечить правилам Формули-1. Команди посилалися на той факт, що угода між командами та FIA вказувала, що на боліді команди не можна використовувати будь-які частини, розроблені або виготовлені іншим виробником болідів Формули-1. Super Aguri (а також Scuderia Toro Rosso та Red Bull), схоже, порушили це питання. Однак FIA не мала повноважень діяти щодо цієї угоди без вирішення цього питання в суді. Однак Super Aguri (як і команди Red Bull) заявили, що вони дотримуються правил спорту, хоча це питання все ще викликало великі суперечки.
В Super Aguri оголосили 15 листопада 2006 року, що Такума Сато та Ентоні Девідсон (раніше третій і тестовий пілот Honda) стануть основними пілотами команди в 2007 році. Super Aguri також підтвердила 15 грудня, що Гідо ван дер Гарде буде їхнім третім пілотом у сезон 2007 року. Однак до початку сезону нідерландець перейшов у Spyker. Сакон Ямамото, який був другим пілотом наприкінці 2006 року, повернувся до ролі тест-пілота у 2007.
Команда зіткнулася з значними проблемами, коли їхня машина 2007 року провалила краш-тест FIA — задня частина автомобіля була деформована більше, ніж це дозволено. 2 березня Super Aguri відклала презентацію свого нового боліда на два дні, SA07 було представлено менш ніж за 48 годин до першої вільної практики Гран-прі Австралії. Пілоти команди Девідсон і Сато шокували багатьох, зайнявши 10-е та 11-е місця в кваліфікації Гран-при Австралії. До цього моменту найкращим результатом у кваліфікації цієї команди було 17 місце (Такума Сато). Сато опустився на 12 місце до кінця гонки, а гонка Ентоні Девідсона була зіпсована на першому колі, коли Адріан Сутіл зі Spyker зіткнувся з ним після невдалого обгону. Болід Super Aguri підкинуло в повітря, а удар під час сильно пошкодив спину Девідсона. Він продовжив гонку з біллю в спині та фінішував 16-м. Після гонки був доставлений до лікарні.

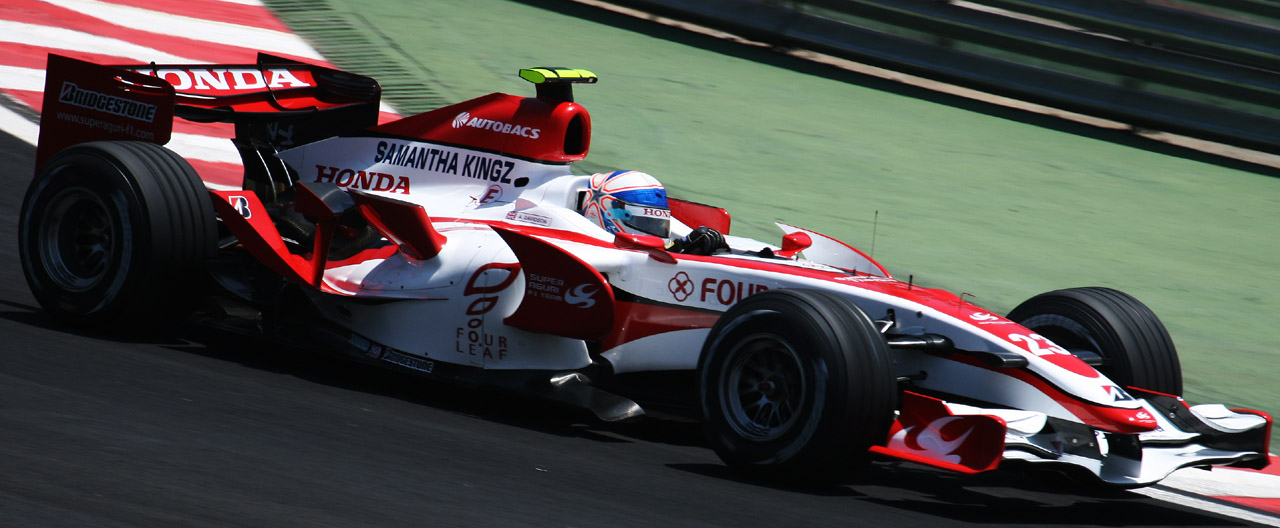
Ентоні Девідсон за кермом Super Aguri на Гран-прі Бразилії 2007 року, останній гонці сезону.

Незадовго до Гран-прі Австралії 2007 року команда оголосила SS United Group Oil & Gas Company своїм головним спонсором. Також у 2007 році Super Aguri підписав офіційну угоду з Speakerbus на постачання переговорного обладнання для гонок. Однак SS United Group не надала спонсорські виплати, що змусило команду скоротити аж 30 співробітників.
На Гран-прі Іспанії команда набрала своє перше очко в Формулі-1, коли Такума Сато фінішував на 8 місці. Японський гонщик отримав вигоду від великої кількості механічних поломок на болідах, які зазвичай фінішували в очках — Ferrari, BMW Sauber, Toyota і Williams.
На Гран-прі Канади команда здобула найвищий результат на той час, коли Такума Сато фінішував 6-м і набрав 3 очки, обійшовши чинного чемпіона світу Фернандо Алонсо на трасі. Коментатори ITV згадують, що якби не невдалий піт-стоп, Сато міг би фінішувати аж четвертим. Товариш по команді Девідсон також міг фінішувати у очках, але наїхав на ховраха, який перебігав трасу, що змусило його заїхати в бокси та втратити важливі позиції на трасі.
Після Гран-прі Європи Сакон Ямамото був підписаний командою Spyker F1 на решту сезону, зайнявши місце Крістіяна Альберса.

### 2008

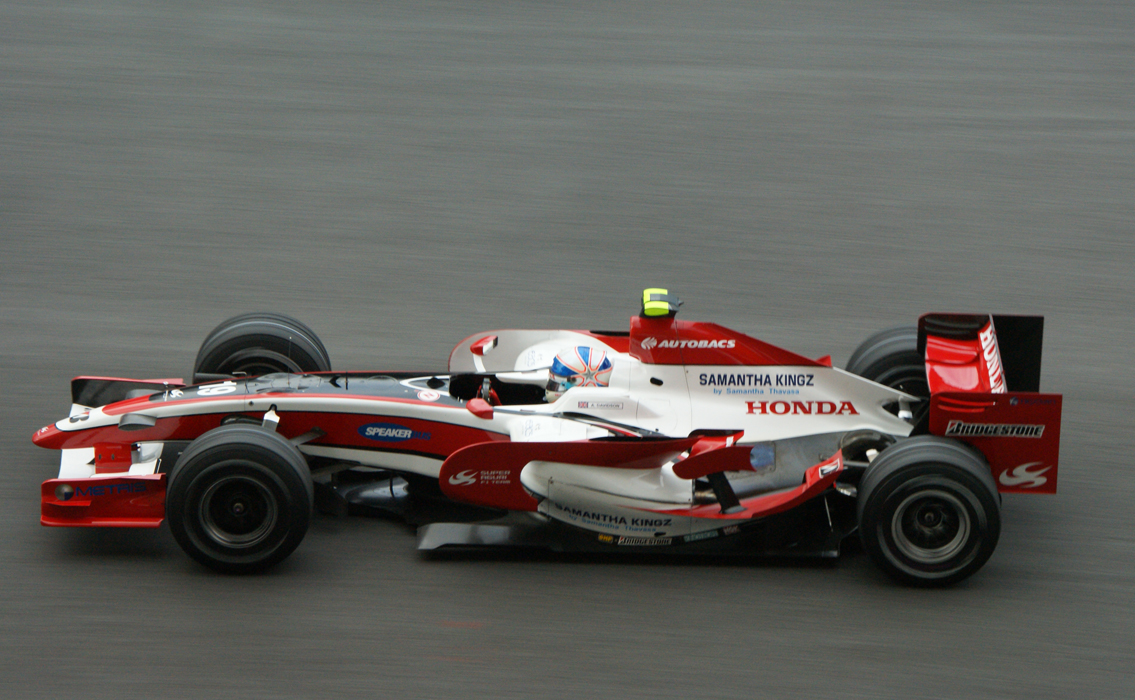
Ентоні Девідсон за кермом Super Aguri на Гран-прі Малайзії 2008 року.

Super Aguri залишив своїх пілотів 2007 року Такуму Сато та Ентоні Девідсона після того, як компанія Magma Group придбала неоголошену частину команди. Лука Філіппі одного разу був пов’язаний з місцем в команді на 2008 рік. Однак потім він підписав контракт з командою GP2 ART Grand Prix та став партнером Романа Грожана. 8 січня 2008 року команда оголосила, що SA08 буде презентовано в Барселоні, Іспанія. 12 лютого Super Aguri відклали запуск SA08 і не оголосили, на який термін, через невпевненість у майбутньому команди. Тоді команда заявила, що хоча вона скасувала свою присутність на останніх передсезонних тестах через те, що деякі запчастини не прибули, вона очікує виступити в першій гонці сезону 2008 року в Австралії. Однак в Magma відмовилися від запропонованого ними поглинання, знову поставивши майбутнє Super Aguri під сумнів.
Команда Super Aguri F1 поїхала до Барселони та взяла участь у Гран-прі Іспанії 2008 року, нібито за фінансової підтримки Берні Екклстоуна. Після прибуття в Істанбул Парк на Гран-прі Туреччини 2008 року вантажівкам і будинкам на колесах Super Aguri було відмовлено у в'їзді на трасу, оскільки, як повідомлялось, генеральний директор Honda Racing Нік Фрай сказав організаторам гонки, що Super Aguri не братиме участі в Гран-прі. 6 травня 2008 року засновник і директор команди Аґурі Судзукі оголосив про те, що вони відмовляються від участі в сезоні Формули-1 2008 року через фінансові проблеми, посилаючись на порушення контракту партнером SS United Group Oil & Gas Company, що призвело до втрати фінансової підтримки та подальших фінансових труднощів команди. 7 травня було підтверджено, що Super Aguri перейшла під адміністрацію після того, як команда корпоративних партнерів по відновленню була призначена для пошуку покупця команди.
Незважаючи на те, що згадується, що Magma Group відмовилась від покупки команди, це було пов’язано з тим, що Нік Фрай не прийняв 3-річний план виплат, запропонований Magma Group. Фрай хотів отримати всю оплату відразу, інакше він не дозволив би команді змагатися.
Активи команди були куплені німецьким бізнесменом Францом Гілмером (Formtech GmbH), який безуспішно подав безуспішну заявку на участь у сезоні Формули-1 2010 року під назвою Brabham. Інтелектуальна власність команди все ще належить компанії Formtech Composites, яка розташована на фабриці в Ліфілді, Велика Британія.

## Результати виступів
| Рік  | Шасі      | Двигун              | Шини | Пілот           | 1    | 2    | 3    | 4    | 5    | 6    | 7    | 8    | 9    | 10   | 11   | 12   | 13   | 14   | 15   | 16   | 17  | 18  | Очки | Місце |
| ---- | --------- | ------------------- | ---- | --------------- | ---- | ---- | ---- | ---- | ---- | ---- | ---- | ---- | ---- | ---- | ---- | ---- | ---- | ---- | ---- | ---- | --- | --- | ---- | ----- |
| 2006 | SA05 SA06 | Honda RA806E 2.4 V8 | B    |                 | БАХ  | МАЛ  | АВС  | СМР  | ЄВР  | ІСП  | МОН  | ВЕЛ  | КАН  | США  | ФРА  | НІМ  | УГО  | ТУР  | ІТА  | КИТ  | ЯПО | БРА | 0    | 11    |
| 2006 | SA05 SA06 | Honda RA806E 2.4 V8 | B    | Такума Сато     | 18   | 14   | 12   | Схід | Схід | 17   | Схід | 17   | 15†  | Схід | Схід | Схід | 13   | НКЛ  | 16   | ДСК  | 15  | 10  | 0    | 11    |
| 2006 | SA05 SA06 | Honda RA806E 2.4 V8 | B    | Юджі Іде        | Схід | Схід | 13   | Схід |      |      |      |      |      |      |      |      |      |      |      |      |     |     | 0    | 11    |
| 2006 | SA05 SA06 | Honda RA806E 2.4 V8 | B    | Франк Монтаньї  |      |      |      |      | Схід | Схід | 16   | 18   | Схід | Схід | 16   |      |      |      |      |      |     |     | 0    | 11    |
| 2006 | SA05 SA06 | Honda RA806E 2.4 V8 | B    | Сакон Ямамото   |      |      |      |      |      |      |      |      |      |      |      | Схід | Схід | Схід | Схід | 16   | 17  | 16  | 0    | 11    |
| 2007 | SA07      | Honda RA807E 2.4 V8 | B    |                 | АВС  | МАЛ  | БАХ  | ІСП  | МОН  | КАН  | США  | ФРА  | ВЕЛ  | ЄВР  | УГО  | ТУР  | ІТА  | БЕЛ  | ЯПО  | КИТ  | БРА |     | 4    | 9     |
| 2007 | SA07      | Honda RA807E 2.4 V8 | B    | Такума Сато     | 12   | 13   | Схід | 8    | 17   | 6    | Схід | 16   | 14   | Схід | 15   | 18   | 16   | 15   | 15†  | 14   | 12  |     | 4    | 9     |
| 2007 | SA07      | Honda RA807E 2.4 V8 | B    | Ентоні Девідсон | 16   | 16   | 16†  | 11   | 18   | 11   | 11   | Схід | Схід | 12   | Схід | 14   | 14   | 16   | Схід | Схід | 14  |     | 4    | 9     |
| 2008 | SA08      | Honda RA808E 2.4 V8 | B    |                 | АВС  | МАЛ  | БАХ  | ІСП  | ТУР  | МОН  | КАН  | ФРА  | ВЕЛ  | НІМ  | УГО  | ЄВР  | БЕЛ  | ІТА  | СІН  | ЯПО  | КИТ | БРА | 0    | 11    |
| 2008 | SA08      | Honda RA808E 2.4 V8 | B    | Такума Сато     | Схід | 16   | 17   | 13   |      |      |      |      |      |      |      |      |      |      |      |      |     |     | 0    | 11    |
| 2008 | SA08      | Honda RA808E 2.4 V8 | B    | Ентоні Девідсон | Схід | 15   | 16   | Схід |      |      |      |      |      |      |      |      |      |      |      |      |     |     | 0    | 11    |

- † – Пілоти, що не фінішували на гран-прі, але були класифіковані, оскільки подолали понад 90 % дистанції.